# Bonal
Los bonales, también bohonales o trampales, son un tipo de humedales de carácter relíctico, en los que el agua no se desplaza enérgicamente, sino que queda retenida por la vegetación y el suelo, favoreciendo la formación de turba y, con ello, el asentamiento de tipos de flora y vegetación característicos, en parte exclusivos de los mismos. En general se trata de pequeños enclaves que aparecen de forma dispersa en faldas, piedemontes y barrancos, siempre asociados a sierras paleozoicas y sus rañas. Están presentes por ejemplo en las comarcas silíceas del occidente de las provincias españolas de Ciudad Real y Toledo.